# Albertonykus borealis
 Albertonykus borealis ( gr. “garra de Alberta del norte”) es la única especie conocida del género extinto Albertonykus de dinosaurio terópodo alvarezsáurido, que vivió a finales del período Cretácico, hace aproximadamente 70 millones de años, en el Maastrichtiense, en lo que es hoy Norteamérica. Encontrado en la Formación Cañón Horseshoe, en Alberta, Canadá. Se han recuperado elementos de los miembros superiores e inferiores de al menos dos individuos.
Se interpreta que Albertonykus se alimentaba de termitas que anidaban en la madera porque las extremidades anteriores parecen especializadas para cavar, pero son demasiado cortas para hacer madrigueras. Albertonykus es el alvarezsáurido norteamericano más antiguo conocido . Se conocen huesos aislados de alvarezsáuridos en rocas del Maastrichtiano tardío en Montana y Wyoming ( EE. UU .).

Albertonykus se interpreta como un insectívoro alimentadose termitas de la madera porque los brazos parecen estar especializados para cavar, pero son demasiado corto para una madriguera. Albertonykus es el alvarezsáurido más temprano conocido en Norteamérica, los restos aislados de alvarezsáuridos se conocen de unidades posteriores de Montana y Wyoming, Estados Unidos. Los huesos ahora pertenecen a un nuevo género, Trierarchuncus.
La especie tipo es A. borealis, fue descrito por Nicholas Longrich y Philip Currie en 2008. El nombre específico, borealis, proviene del antiguo griego "boreal", el viento del norte".

## Descripción
Albertonykus es el alvarezáurido más pequeño encontrado en Norteamérica, de alrededor de 70 centímetros de largo, aunque otras estimaciones lo colocan en el rango de los 1,1 metro de longitud y 5 kg de peso. Con una cabeza pequeña y fina, cuello delicado, patas traseras muy largas y brazos diminutos dominados por un único dedo, los otros dedos son vestigiales o no existen. Aunque no se hayan encontrado ningún hueso del cráneo de Albertonykus, los animales relacionados en Mongolia demuestran que de hecho tenían un hocico delgado y largo. También se especula que el hocico largo estuvo repleto de dientes minúsculos similares al de armadillos y los osos hormigeros, así como él las piernas delgadas que les hacen los corredores ágiles.
Los huesos del brazo son de estructura robusta y los músculos que los rodean y los unen con el pecho parecen haber estado muy desarrollados, los científicos descartan la idea de una mano inútil que sencillamente se atrofió. Al parecer es una especialización para excava pequeños agujeros de los que extraer alimento. La hipótesis que se postula es que los alvarezsáuridos se dedicaban a perforar termiteros. Longrich y Currie encontraron en la misma formación madera fósil con los típicos agujeros y galerías de las termitas Termopsidae.
Las posibles de la presa se evalúan a la luz del expediente fósil de insectos sociales. Las hormigas eran partes importantes del ecosistema durante el cretáceo, y las termitas de nido de barro no aparecen hasta el Eoceno. Esto sale de la posibilidad que Albertonykus hubiere cazado termitas de la madera. Esta posibilidad fue sustentada examinando la madera fósil de la formación donde fuera encontrado que con frecuencia contiene túneles, que se asemejan al producido por las termitas.

## Descubrimiento e investigación
Los restos del Albertonykus se encontraron en la Isla Dry. En ese mismo sitio en 1910 el paleontólogo Barnum Brown y su equipo encontraron una cama de huesos repletas de dinosaurios predadores, que fue descrita como un a trampa de cazadores. El durante 2 semanas desenterró 9 especímenes de Albertosaurus sarcophagus. Desde que fuera reabierta, la mina rindió hasta ahora veinte esqueletos de Albertosaurus y aún no ha sido completamente excavada. Cerca de docena  huesos de brazos y piernas que pertenecían a una especie desconocida de pequeño terópodos fueron recuperados en Alberta, Canadá en 2002 por un equipo de científico liderado por Philip Currie de la Universidad de Alberta. Estos huesos se encuentran en el Museo Tyrrell de Alberta.
En 2005 Nick Longrich, un paleontólogo en la Universidad de Calgary en Canadá encontró los fósiles mientras que comparaba garras de Albertosaurus con las de otras especies del dinosaurios, Longrich después analizaba los fósiles encontrados en la cama de hueso de los Albertosaurus en Parque Provincial de Isla Dry que se dataron en 70 millones de años atrás y pertenecían a especies totalmente desconocidas. Aunque los fragmentos del esqueleto de Albertonykus hubieran sido descubiertos antes, nunca habían sido identificados como una especie separada. Una cadena de nuevos descubrimientos encontró en Asia (Mononykus y Shuvuuia) y Suramérica (Alvarezsaurus y Achillesaurus) expuso la existencia de estos dinosaurios terópodos previamente desconocidos. Los brazos de estos dinosaurios previamente desconocidos desconciertan a paleontólogos.

## Clasificación
El análisis filogenético demuestra que Albertonykus es un taxón hermano del clado asiático Mononykinae, hecho consistente con la hipótesis que los alvarezsáuridos se originaron en Suramérica, y de allí se dispersado a Asia vía Norteamérica. El descubrimiento de Albertonykus proporciona datos importantes en la biología de Alvarezsauridae. Es uno de los pocos restos de alvarezsáuridos encontrado fuera de Sudamérica o Asia.